# Колєсніков Руслан Сергійович
Руслан Сергійович Колєсніков (нар. 21 листопада 1985 р., місто Перищепине, Новомосковський район, Дніпропетровська область, Україна) — Клінічний психолог, регрисолог, спеціаліст по психосоматиці, засновник академії 5DAcademy. Автор методики терапії Psy5D Український громадський діяч.

## Життєпис
2005—2009 р.р. — Київський університет інформаційних технологій. Спеціальність «Інформаційні технології»
2013—2015 р.р. — Дніпропетровський регіональний інститут державного управління Національної академії державного управління при Президентові України. Спеціальність «Управління проектами»
2015—2016 р.р. — Школа Чжун Юань цигун Сюй Минтана.
2016—2021 р.р. — Курси (Енергокорекція, психологія, психосоматика)
2021 - 2022 р.р. - Школа Нова Німецька Медицина доктора Райка Хамера
2022 - 2023 р.р. - Волинський національний університет імені Лесі Українки. Спеціальність "Клінічна психологія"
2023 - 2024 р.р. -  ImageMedicine-Energy Medicine  Kundawell China

#### Громадсько-політична діяльність
2013—2014 — голова молодіжного крила Дніпропетровської обласної організації ПП «УДАР Віталія Кличка»
2015 р. — голова Дніпропетровської обласної організації ПП «УДАР Віталія Кличка»
2015—2016 р.р. — голова Дніпропетровської обласної громадської організації В. Наливайченка «Антикорупційний рух»
Квітень 2016 р. — 2019р— заступник керівника Громадсько-політичного руху Валентина Наливайченка «Справедливість» та керівник штабу Громадсько-політичного руху Валентина Наливайченка «Справедливість».
Активний учасник Революції Гідності, у січні 2014 року отримав поранення на столичному Майдані.
Відомий на Дніпропетровщині волонтер. У квітні 2016 року був нагороджений волонтерським орденом «За оборону країни».
2019—2021 р.р — Голова Громадсько-політичного руху Валентина Наливайченка «Справедливість»

#### Професійна діяльність
2021 р. — Засновник освітньої онлайн-академії в сфері психології, саморозвитку та самореалізації «5DAcademy [Архівовано 17 вересня 2021 у Wayback Machine.]»
2022 р. - Засновник власної методики в роботі із залежностями та зціленням від психосоматичних хвороб #Psy5D